# Helina macrocera
Helina macrocera este o specie de muște din genul Helina, familia Muscidae, descrisă de Willi Hennig în anul 1957. Conform Catalogue of Life specia Helina macrocera nu are subspecii cunoscute.